# Sceafa
Sceafa (antico inglese: Scēafa, Scēaf o Scēf) è un personaggio della mitologia anglosassone pagana. Secondo le fonti Sceafa era un re longobardo. La leggenda narra di un bambino apparso misteriosamente su un'imbarcazione approdata su un'imprecisata costa scandinava. 

## Problematiche
Nel poema Widsith, che elenca re famosi e le terre che essi governano, la strofa 32 riporta il nome Sceafa Longbeardum ("Sceafa dei Longobardi"). Tuttavia il nome di Sceafa non risulta da nessuna fonte longobarda o post-longobarda. Sia l'Origo gentis Langobardorum sia la Historia Langobardorum di Paolo Diacono quando parlano dei miti delle origini non fanno alcun riferimento a Sceafa. Secondo entrambi i testi i re più antichi furono Aio e Ibor, figli di Gambara, e originariamente il nome del popolo era Winnili (probabilmente derivato da Wodan/Odino). La patria ancestrale dei Longobardi sarebbe comunque la Scandinavia meridionale (Scania, Scandza).

## Fonti
Come detto, Sceafa è presente soltanto nelle fonti inglesi. A lui venivano ricollegate le genealogie dei re degli Anglo-Sassoni e, con altre varianti, anche i re dei Dani. Inoltre si riscontra in saghe islandesi e norvegesi di età tarda. 

## Discendenza

### Etelverdo
Sceafa è menzionato soltanto nelle cronache che delineano le genealogie dei re anglo-sassoni, sebbene alcune varianti si ritrovano anche nelle genealogie dei re dei Dani tracciate dalle saghe islandesi e norvegesi. Molte queste genealogie si fermano a Wodan, ma alcune vanno oltre e ritengono Wodan discendente di un certo Geat o Gautr, che nella mitologia norrena era solo uno dei tanti epiteti di Odino. Tuttavia le fonti erano discordi e molto confuse. 
Qualcuna di queste designava Geat come figlio di Wodan e discendente di Sceafa. Su Sceafa, lo storico Etelverdo scrisse: «"Questo Scef arrivò con una barca leggera su un’isola dell’oceano chiamata Scani, le braccia strette attorno a sé, ed era un ragazzo molto giovane, ignoto agli abitanti di quella terra. Ma egli venne accettato da loro e cresciuto come uno dei loro figli, e più tardi essi lo scelsero come re, dal quale discende la famiglia di re Etelvulfo"».

### Guglielmo di Malmesbury
Guglielmo di Malmesbury descriveva Sceaf come un «piccolo ragazzo in una cesta che venne guidato verso una certa isola in Germania, chiamata Scandza (di cui Giordane, lo storico dei Goti, parla), senza nessuno che lo custodisse, addormentato, con una manciata di cereali sopra la testa, per cui venne chiamato Sceaf; […] nella sua età matura regnò su una città di nome Slaswic, ma oggi conosciuta come Hedeby; la cui terra, chiamata Vecchia Anglia, è da dove gli Angli vennero in Britannia, ed è situata tra i Sassoni e i Goti.».

### Cronaca Anglosassone e altre fonti
Le versioni B e C, risalenti all'anno 855, affermano che Sceada nacque nell'Arca di Noé, interprentadolo come un figlio di Noé non citato nella Bibbia. 
L'unica fonte al di fuori dell'ambito inglese che cita Sceafa è l'Edda di Snorri, con il nome di Seskef. Tuttavia la conoscenza di Snorri su questo personaggio era veicolata dalle fonti sassoni.

## Scyld Scefing

### Beowulf
Il Beowulf è l'unica fonte che narra la storia del bambino abbandonato nella barca e a Scefa attribuisce l'origine della dinastia Scylding (o Skjölding). All'inizio del poema Scyld viene chiamato Scyld Scefing, ovvero "Scyld discendente di Sceafa" o "Scyld figlio di Sceafa". I funerali di Scyld, quando il suo corpo viene deposto in una nave circondato da tesori, vengono descritti così: «Quando Scyld morì, ebbe uno splendido funerale. Misero il suo corpo in una barca e la riempirono di tesori. Appesero uno stendardo sulla sua testa per mostrare chi fosse. Poi spinsero la barca verso il mare, dove andò alla deriva sulle onde. Nessuno sa chi trovò la barca e si tenne il suo ricco tesoro».
La storia di Scyld non è presente da nessun'altra parte, perciò non possiamo sapere se questa descrizione si rifà a una leggenda più antica, appunto quella di Sceafa che potrebbe essere suo padre (o un suo antenato), oppure se è la fusione di più storie a noi ignote.

## Fonti moderne
J.R.R. Tolkien parlò di Scefa nella poesia "King Sheave", pubblicata dopo la sua morte nel The Lost Road and Other Writings. Nell'adattamento di Tolkien, una nave approdò nella terra dei Longobardi e fu il padre di sette figli da cui derivarono i Dani, i Goti, gli Sueoni, i Norvegesi, i Franchi, i Frisoni, i Sassoni, i Suebi, i Longobardi e gli Swordmen. Questi sono un popolo citato nel Widsith come Sweordwerum e che Tolkien trascrisse come appunto Swordmen.